# Buscando a dios
Buscando a Dios es un programa de televisión chileno del género documental, presentado y dirigido por el periodista Jorge Said. El programa se estrenó el 5 de marzo de 2019 por Canal 13 y consiste en un viaje alrededor del mundo en busca de las peregrinaciones religiosas más grandes del planeta. Se busca registrar el fervor religioso de personas que buscan respuestas en la divinidad.

## Sinopsis
El programa sigue al periodista Jorge Said en su recorrido por diferentes países, acompañado de su cámara de video, registrando las peregrinaciones religiosas más grandes del mundo. El objetivo es mostrar la diversidad de creencias, ritos y tradiciones que existen en el mundo, así como las motivaciones y experiencias de los fieles que participan en estas manifestaciones de fe. El programa también explora los conflictos, desafíos y oportunidades que enfrentan las distintas religiones en el contexto actual.

## Temporadas

### Primera temporada
La primera temporada de Buscando a Dios se estrenó el 5 de marzo de 2019 y constó de ocho episodios. En esta temporada, Jorge Said visitó los siguientes lugares:
| temporada | episodio | país           | Peregrinación                             |
| --------- | -------- | -------------- | ----------------------------------------- |
| 1         | 1        | India          | Kumbhamela                                |
| 1         | 2        | Israel         | Semana Santa en Jerusalén                 |
| 1         | 3        | Arabia Saudita | Hajj en La Meca                           |
| 1         | 4        | Brasil         | Fiesta del Círio de Nazaré en Belém       |
| 1         | 5        | España         | Camino de Santiago                        |
| 1         | 6        | México         | Basílica de Guadalupe en Ciudad de México |
| 1         | 7        | Nepal          | Maha Shivaratri en Katmandú               |
| 1         | 8        | Etiopía        | Timkat en Lalibela                        |

### Segunda temporada
La segunda temporada de Buscando a Dios se estrenó el 12 de marzo de 2023 y constó también de ocho episodios. En esta temporada, Jorge Said visitó los siguientes lugares:
| temporada | episodio | país          | Peregrinación                           |
| --------- | -------- | ------------- | --------------------------------------- |
| 2         | 1        | Afganistán    | Escape de Kabul (Parte 1)               |
| 2         | 2        | Afganistán    | Escape de Kabul (Parte 2)               |
| 2         | 3        | Perú          | El Señor de los Milagros en Lima        |
| 2         | 4        | Turquía       | Rumi y los Derviches giróvagos en Konya |
| 2         | 5        | Líbano e Irak | Religiones y guerra                     |
| 2         | 6        | Kurdistán     | Los Kurdos y el Estado Islámico         |
| 2         | 7        | México        | Ritos ancestrales                       |
| 2         | 8        | Cuba          | Sincretismo religioso                   |

## Producción
La producción del programa se inició en el año 2017, cuando Jorge Said decidió emprender una aventura personal para conocer las diferentes expresiones de fe de las distintas culturas y religiones. Con una cámara y un equipo reducido, Said recorrió más de 40 países en los cinco continentes, visitando lugares sagrados, participando en rituales y entrevistando a líderes espirituales, creyentes y no creyentes.

## Recepción
El programa ha recibido elogios de la crítica y el público por su calidad periodística, su valor cultural y su respeto por la diversidad religiosa. El programa ha sido reconocido con varios premios, entre ellos el Premio Periodismo de Excelencia de la Universidad Alberto Hurtado, el Premio Nacional de Periodismo Digital de la Universidad Mayor, el Premio Latinoamericano de Periodismo de Investigación de la Fundación Gabriel García Márquez para el Nuevo Periodismo Iberoamericano, y el Premio Emmy Internacional al mejor documental.
El programa también ha generado un gran interés en el público, alcanzando altos niveles de audiencia y siendo uno de los programas más vistos de Canal 13. Además, el programa ha sido transmitido por History Channel 2 para toda Latinoamérica, en el marco de un especial de Semana Santa.